# EUR Palasport (estación)
EUR Palasport es una estación de la línea B del Metro de Roma. Se encuentra en el barrio EUR, junto a la viale America y la Piazza della Stazione Guglielmo Marconi.
En su entorno se encuentra el PalaLottomatica y el lago artificial creados con motivo de los Juegos Olímpicos de Roma 1960.

## Historia
La estación fue inaugurada el 9 de febrero de 1955 por el entonces Presidente de la República Luigi Einaudi. El nombre de la estación cambió varias veces a lo largo de su historia: en la fase de diseño su nombre fue Esposizione discesa, y sería utilizada principalmente por los visitantes a la Exposición Universal de 1942. Luego fue cambiado a Esposizione Ovest y, para su inauguración, su nombre quedó como Eur Marconi. Actualmente, luego de la creación de la vecina estación Marconi, su nombre cambió al actual.